# Mike Lewis
Michael Richard Lewis (17 augustus 1977) is de slaggitarist voor de Welshe alternatieverockband Lostprophets.

## Levensloop
Lewis studeerde civiele techniek voordat hij in de muziekwereld terechtkwam. Hij deed zijn middelbareschoolopleiding aan de Hawthorn High School in Pontypridd, waar hij in hetzelfde leerjaar zat als zanger Ian Watkins. Lewis was oorspronkelijk de bassist van de band Lostprophets maar werd al snel samen met Lee Gaze gitarist. Stuart Richardson verving hem. Tot 2010 nam hij vier albums met de band op, waarvan het laatste getiteld is The Betrayed. In september 2006 trouwde hij met zijn vriendin Amber Payne. Lewis woont nu in Malibu (Californië).
Voordat zij Lostprophets oprichtten, maakten Lewis en Watkins deel uit van de band Public Disturbance.
Lewis is een groot liefhebber van Star Trek en bezit zelfs een Star Trekuniform. Wanneer hij thuis is, surft hij bijna iedere dag aan het strand van Santa Monica.

## Discografie

### Lostprophets
- Here Comes the Party (1997)
- Para Todas las Putas Celosas (1998)
- The Fake Sound of Progress (EP) (1999)
- The Fake Sound of Progress (2000 / 2001)
- Start Something (2004)
- Liberation Transmission (2006)
- The Betrayed (2010)

### Public Disturbance
- 4-Way Tie Up (1997)
- UKHC Compilation (contributing Agony and Fake as Fuck) (1997)
- Victim of Circumstance (1998)
- Possessed to Hate (1999)
- Ushering In A New Age Of Quarrel - A UKHC Tribute to the Cro-Mags (contributing We Gotta Know) (1999)

## Apparatuur

### Gitaren
- PRS Black Singlecut
- PRS White Singlecut
- PRS Black Custom 24
- Fender Telecaster Deluxe 73
- Gibson Les Paul Standard Black
- Gibson SG Standard Black
- Rickenbacker 330 Jetglow Black

### Versterkers
- Fender Hotrod Deville 2×12 (semi distortion & clean)
- Blackstar Artisan 30 Combo (semi distortion & clean)
- Orange Thunderverb 200W Head (Main distortion)
- Orange 4×12 Cabinet

### Effecten
- Line 6 Delay Modeler DL4
- Line 6 Modulation Modeler MM4
- Boss Phaser
- Electro Harmonix Holier Grail
- Rocktron Hush Noise Gate
- Sennheiser Wireless System
- Korg Rack Tuner
- Furman Power Conditioner